# Padur Teréz
Padur Teréz névvariáns: Padúr Teréz (Miskolc, 1919. február 24. – Budapest, 2010. április 10.) magyar színésznő.

## Életpályája
Miskolcon született 1919-ben, s ugyanott lépett először színpadra. A későbbiekben vidéki színházakban szerepelt. Így játszott többek között Sopronban, Nagyváradon, Pécsen, Kassán. Első férje Daniss Győző színész, rendező. A második világháború befejezése után mindketten a szolnoki, a debreceni, a kecskemét–szolnoki, a szolnok–békéscsabai, majd – alapító tagként – az 1954-ben önállóvá lett Békés Megyei Jókai Színház tagjai voltak. Padur Teréz ez utóbbi társulatban dolgozott 1975-ig, nyugdíjba vonulásáig. Második férje Szoó Tibor volt.

## Színházi szerepeiből
- William Shakespeare: Macbeth... Harmadik boszorkány
- ifj. Alexandre Dumas: A kaméliás hölgy... Nanine
- Carlo Goldoni: A fogadósné... Ortensia, színésznő
- Niccolò Machiavelli: Mandragóra, avagy pajzán komédia a szerelemről... Sostrata, Lucrezia mostohaanyja
- Federico García Lorca: Marianita... Soror Carmen
- Arthur Miller: A salemi boszorkányok... Ann Putnam
- Molière: Fösvény... Fruzsina
- Molière: Scapin furfangjai... Zerbinette
- Makszim Gorkij: Kispolgárok... Sztyepanyida
- Valentyin Petrovics Katajev: Bolond vasárnap... Dr. Sokkova
- Claude Magnier: Mona Marie mosolya... Ariane
- Pancso Pancsev: A négy süveg... Gena néni
- Papp István: Árgyilus királyfi... Szegényasszony
- Heltai Jenő: A néma levente... Monna Mea
- Jókai Mór: Az arany ember... Teréza
- Móricz Zsigmond: Nem élhetek muzsikaszó nélkül... Kisvicákné
- Darvas József: Hunyadi... I. asszony
- Móricz Zsigmond: Nem élhetek muzsikaszó nélkül... Málcsi néni
- Németh László: Villámfénynél... Virrasztó asszony
- Tamási Áron: Boldog nyárfalevél... Egy havadi asszony
- Sarkadi Imre: Ház a város mellett... Néni, Klári nagynénje
- Kertész Imre: Csacsifogat... Mama
- Nyíri Tibor: Menyasszonytánc... Özv. Szilvásiné
- Szinetár György – Pongrácz László: A nemzet csalogánya... Kuthyné
- Örsi Ferenc: Napkirály... Lux elvtársnő
- Kálmán Imre: Marica grófnő... Mina
- Huszka Jenő: Mária főhadnagy... Brigitta
- Huszka Jenő: Gül Baba... Mujkóné
- Huszka Jenő: Lili bárónő... Agátha grófnő
- Ábrahám Pál: Viktória... Mrs. Axelblom
- Ábrahám Pál: Bál a Savoyban... Hermence
- Jacobi Viktor: Leányvásár... Harrisonné
- Zerkovitz Béla: Csókos asszony... Hunyadyné
- Bakonyi Károly – Szirmai Albert – Gábor Andor: Mágnás Miska... Stefánia, Korláthy felesége
- Johann Strauss: Cigánybáró... Mirabella
- Johann Strauss: A denevér... Ida
- Thornton Wilder: A mi kis városunk... Mrs. Soames